# سهم الماء النموذجي

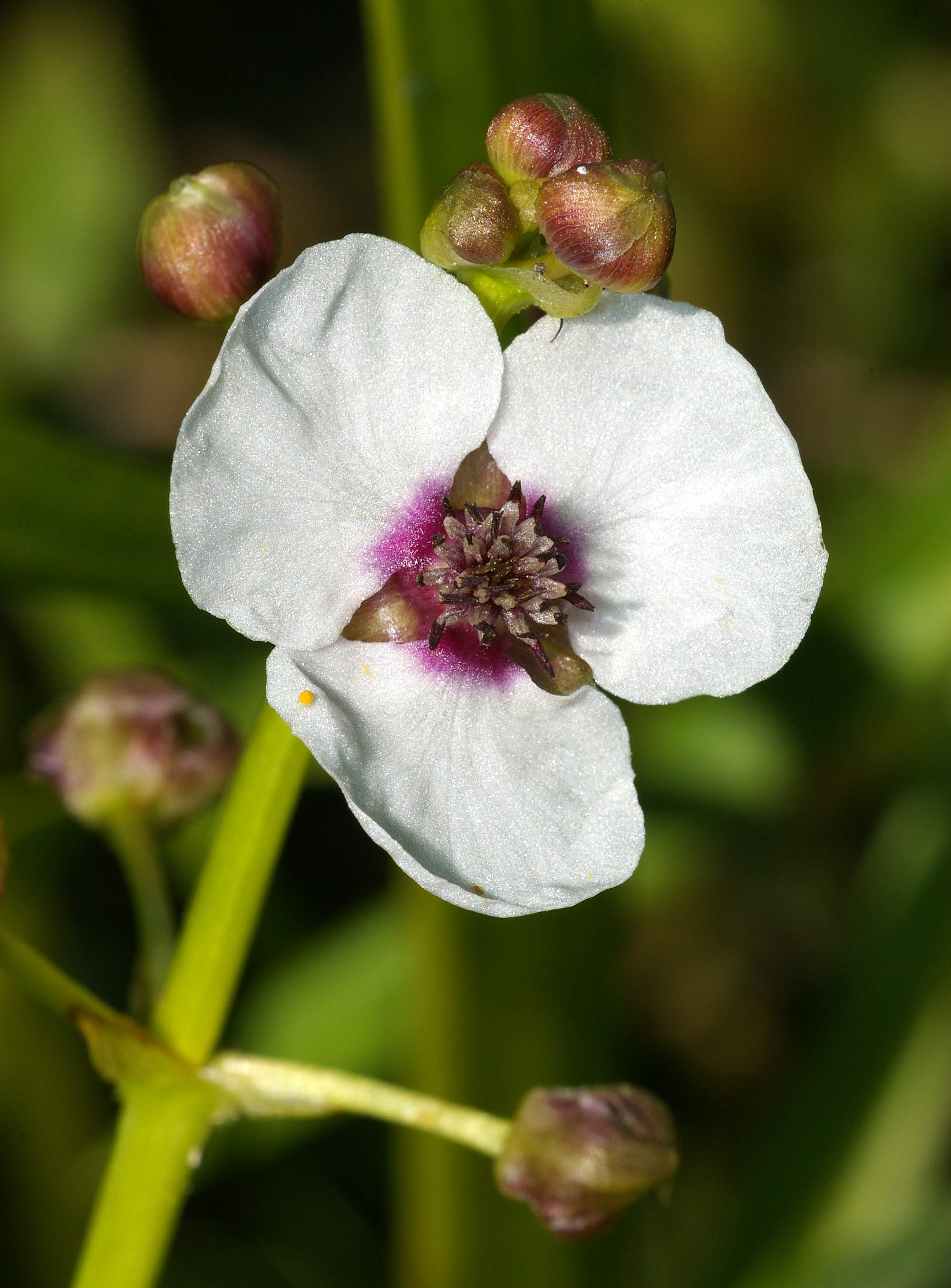

سهم الماء النموذجي أو سهمية نموذجية[بحاجة لمصدر] أو القُطْب أو القُطْبَة أو الإسفاناخ الرومي (الاسم العلمي: Sagittaria sagittifolia) هي نوع من النباتات يتبع جنس السهمية من الفصيلة المزمارية.